# Tiende Doktor
Den tiende Doktor er en inkarnation af Doctor Who i den britiske science fictionserie af samme navn. Han blev spillet af den skotske skuespiller David Tennant i 3 sæsoner og ni specials. Som tidligere inkarnationer af Doktoren har karakteren også optrådt i andre Doctor Who spin-offs. I programmets narrativ er Doktoren er en århundreder gammel Time Lord alien fra planeten Gallifrey som rejser i tiden i sin TARDIS, ofte med en ledsager. Når Doktoren bliver dødeligt såret og ikke kan komme sig, regenererer hans krop; derved bliver hans fysiske udseende og personlighed ændret, og en ny skuespiller kan overtage rollen. Tennats portrættering er en udadvendt, karismatisk og charmerende eventyrer, hvis afslappede attitude hurtigt kan vende til voldsomt raseri, hvis han bliver provokeret. Inden Tennant havde Christopher Eccleston rollen som den niende Doktor, og Matt Smith efterfulgte ham som den ellevte doktor.
Denne inkarnations ledsagere inkluderer butiksassistenten fra arbejderklassen Rose Tyler (Billie Piper), den medicinstuderende Martha Jones (Freema Agyeman) og den fyrige vikar Donna Noble (Catherine Tate). Han ender med at skilles med dem alle i slutningen af 2008-sæsonens sidste afsnit, "Journey's End", hvorefter han forsøger at rejse alene i 2008–2010 specials før han igen får en ledsager i form af Donna Nobles bedstefar Wilfred Mott under sit sidste eventyr, The End of Time.
Tennants protrættering var ekstremt populær blandt fans af serien, og BBC overvejede at stoppe serien i 2010, fordi man var bange for at serien ville blive en fiasko uden ham. I november 2013 blev Tennants Doktor stemt ind som "Storbritanniens yndlings-Doctor" i en afstemning i Radio Times.